# Toomyvara
Toomyvara (iriska: Tuaim Uí Mheára) är en ort i republiken Irland.   Den ligger i grevskapet North Tipperary och provinsen Munster, i den centrala delen av landet, 130 km väster om huvudstaden Dublin. Toomyvara ligger 129 meter över havet och antalet invånare är 311.
Terrängen runt Toomyvara är platt åt nordväst, men åt sydost är den kuperad. Runt Toomyvara är det ganska glesbefolkat, med 34 invånare per kvadratkilometer. Närmaste större samhälle är Nenagh, 11,1 km väster om Toomyvara. Trakten runt Toomyvara består i huvudsak av gräsmarker.